# Forma 24 de tai-txi-txuan
La Forma de 24 postures de tai-txi-txuan, també anomenada Forma 24, Forma de Beijing o Forma de Pequín, o també Forma simplificada estil Yang de 24 moviments, és una versió curta de Tai-txi composta de vint-i-quatre moviments diferents.

## Història
La forma va ser creada l'any 1956 per la Comissió d'Esports de la Xina, que va reunir a Pequín quatre mestres de tai-txi (Chu Guiting, Cai Longyun, Fu Zhongwen i Zhang Yu) per crear una forma simplificada del tai-txi com exercici per a les masses. Els creadors van simplificar les formes tradicionals de Tai-Txi en 24 postures. Aquestes es realitzen en uns sis minuts i donen als principiants una introducció als elements essencials de tai-txi. A partir de llavors, aquesta forma va ser promoguda àvidament per la República Popular de la Xina per l'exercici en general, i també es va ensenyar als internats en campaments comunistes de "reeducació". A causa d'aquesta promoció oficial, la forma 24 és probablement la forma de tai-txi amb més practicants a la Xina i a la resta del món.

## Moviments
| 1. Obertura de Tai-txi (Qǐshì, 起势) 2. Separar la crinera del cavall salvatge (Zuoyou Yémǎ Fēnzōng, 左右野马分鬃), 3 vegades 3. La grua blanca estén les ales (Báihè Lìangchì, 白鹤亮翅) 4. Raspallar el genoll i empènyer (Zuoyou Lōuxī Àobù, 左右搂膝拗步) 3 vegades 5. Tocar el llaüt (la pipa) (Shǒuhūi Pípā, 手挥琵琶) 6. Quatre passes enrere per rebutjar el mico (Zuoyou Dào juǎn gōng, 左右倒卷肱) 7. Agafar la cua del cavall a l'esquerra (Zuo Lǎn Què Wěi, 左揽雀尾) 1. Tirar enrere (Peng, 掤) 2. Pressionar (Lǚ, 捋) 3. Separar les mans (Jǐ, 擠) 4. Empènyer (Àn, 按) 8. Agafar la cua del cavall a la dreta (You Lǎn què wěi, 右揽雀尾) 9. Fuet simple (Dān biān, 单鞭) 10. Moure les mans com núvols (Yúnshǒu, 云手) 11. Fuet simple (Danbian, 单鞭) 12. Acaronar la crinera del cavall (Gāo tàn mǎ, 高探马) 13. Puntada de peu amb el taló dret (Yòu dēng jiǎo, 右蹬脚) 14. Cop de puny a ambdues orelles alhora (Shuāng fēng guàn ěr, 双峰贯耳) 15. Puntada de peu amb el taló esquerre (Zhuǎnshēn zuǒ dēngjiǎo, 转身左蹬脚) 16. La serp s'arrossega i el gall d'or s'alça sobre la cama esquerra 17. La serp s'arrossega i el gall d'or s'alça sobre la cama dreta (You Xià shì dúlì, 右下势独立) 18. La bella dama teixeix amb la llançadora, a la dreta i a l'esquerra (Yòuzuǒ yùnǚ chuānsuō, 右左玉女穿梭) 19. Clavar l'agulla al fons del mar (Hǎidǐ zhēn, 海底针) 20. Obrir el ventall (Shǎn tōng bì, 闪通臂) 21. Girar per atacar i cop de puny (Zhuǎnshēn Bānlánchuí, 转身搬拦捶) 22. Recular i empènyer (Rúfēng shìbì, 如封似闭) 23. Tirar cap enrere, encreuament de mans i tancament aparent (Shízìshǒu, 十字手) 24. Tancament de Tai-txi (Shōushì, 收势) |